# إنريكي أغيري
إنريكي أغيري (بالإسبانية: Enrique Aguirre) هو منافس ألعاب قوى أرجنتيني، ولد في 6 ديسمبر 1979.

## وصلات خارجية
- إنريكي أغيري على موقع الاتحاد الدولي لألعاب القوى (الإنجليزية)